# California College of the Arts
California College of the Arts är en amerikansk högskola för konst, formgivning, arkitektur och skrivande med två campus i Kalifornien, ett i San Francisco och ett i Oakland. Högskolan har omkring 2 000 studerande.

## Historik

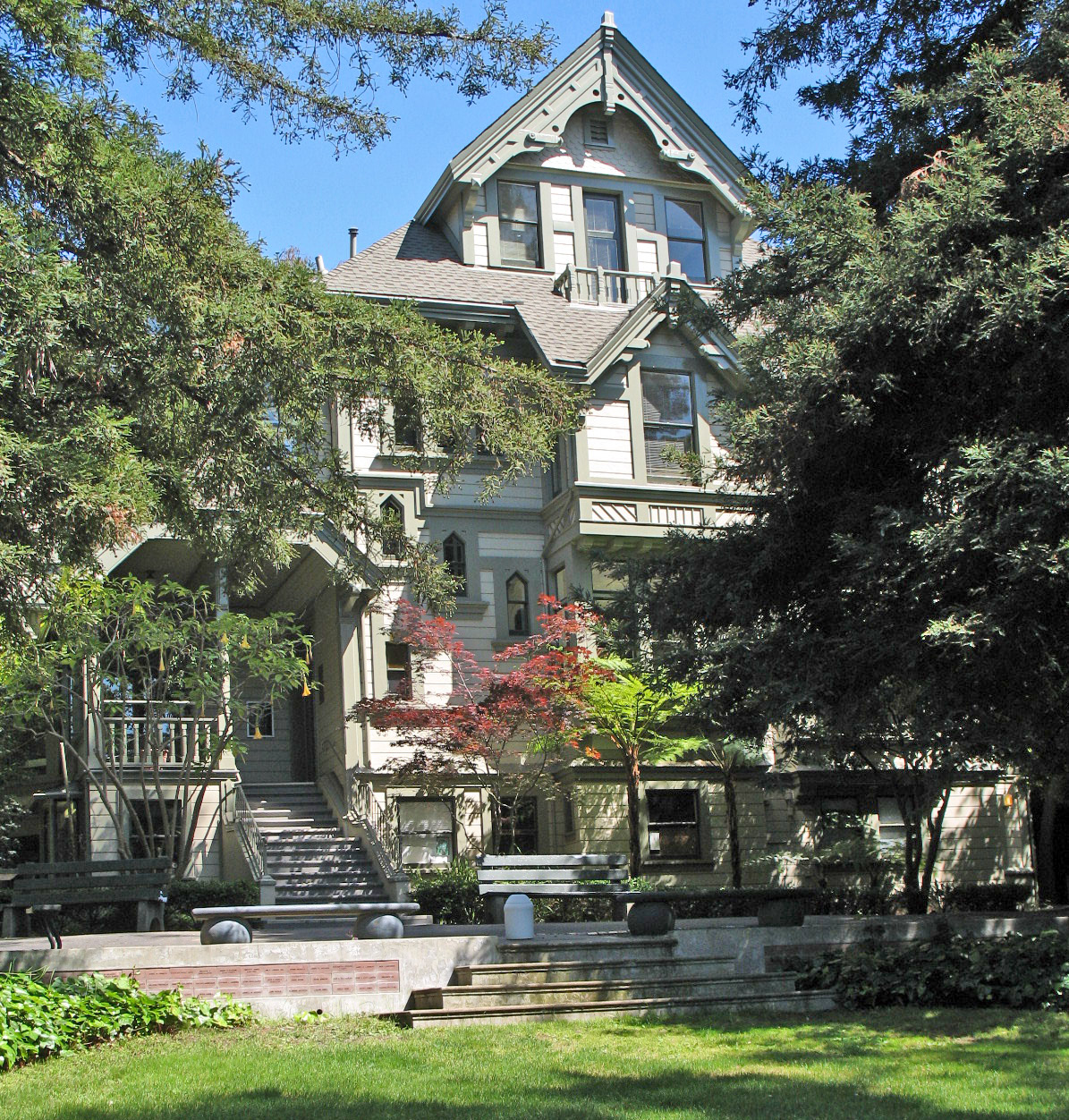
Treadwell Mansion på Oakland Campus

California College of the Arts grundades 1907 av formgivaren Frederick Meyer (1872–1961) i Berkeley som School of the California Guild of Arts and Crafts i Arts and Crafts-rörelsens anda. 
Skolan namnändrades 1908 till California School of Arts and Crafts, och senare 1936 till California College of Arts and Crafts. År 2003 fick högskolan sitt nuvarande namn California College of the Arts.
Högskolans andra campus i Oakland etablerades 1922 vid Broadway and College Avenue. Två av dess byggnader finns på National Register of Historic Places.
CCA Wattis Institute for Contemporary Arts ingår i högskolan. Det ligger nära San Francisco campus och är en konsthall och centrum för samtida konst.